# 訃報 1988年4月
訃報 1988年4月（ふほう 1988ねん4がつ）では、1988年（昭和63年）4月中に物故した、又は物故が報じられた人物についてまとめる。

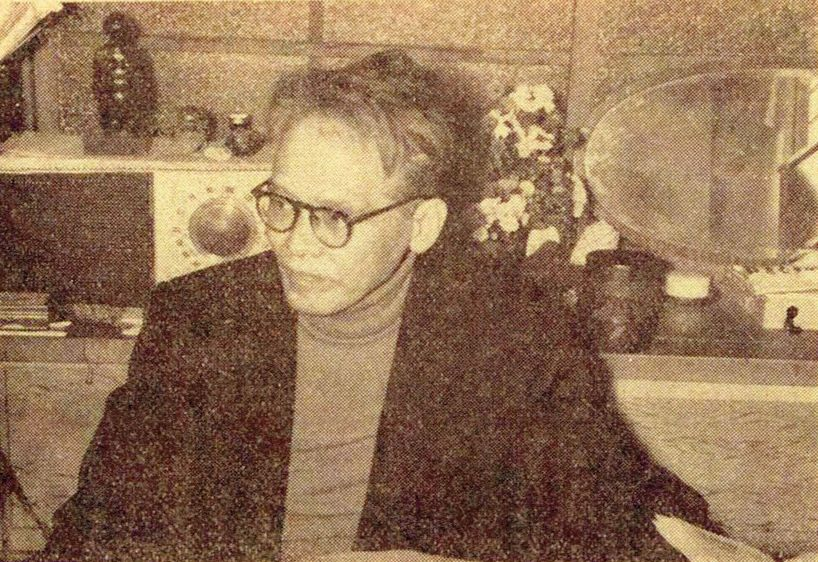
鶴田知也／4月1日没

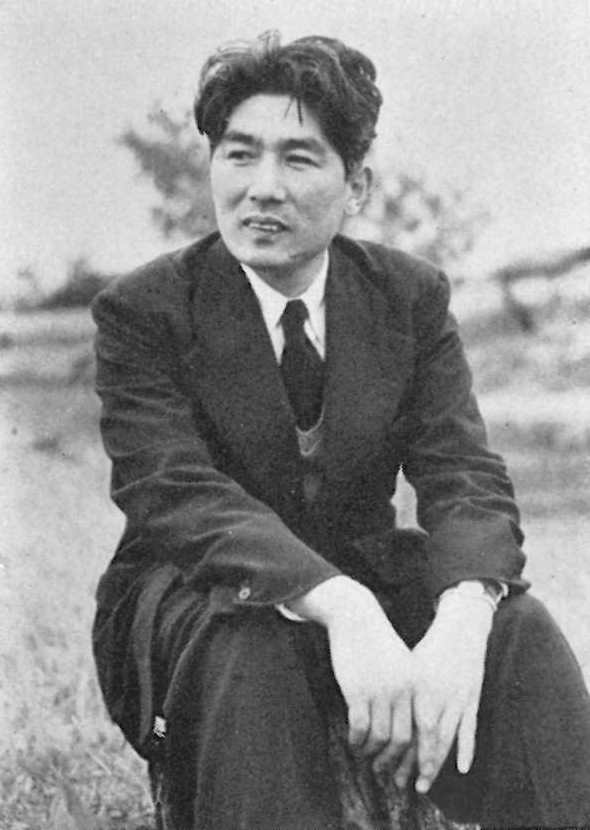
田宮虎彦／4月9日没

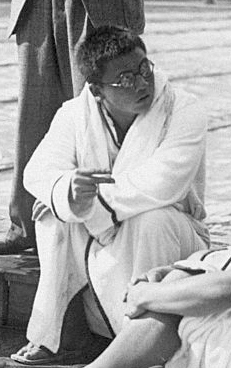
杉浦重雄／4月10日没

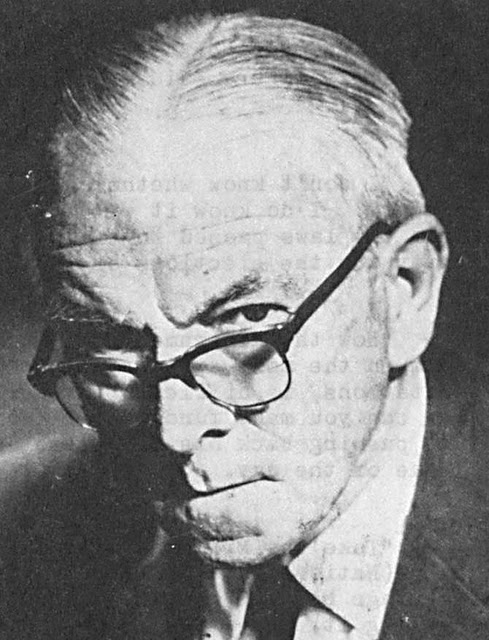
アラン・ペイトン／4月12日没

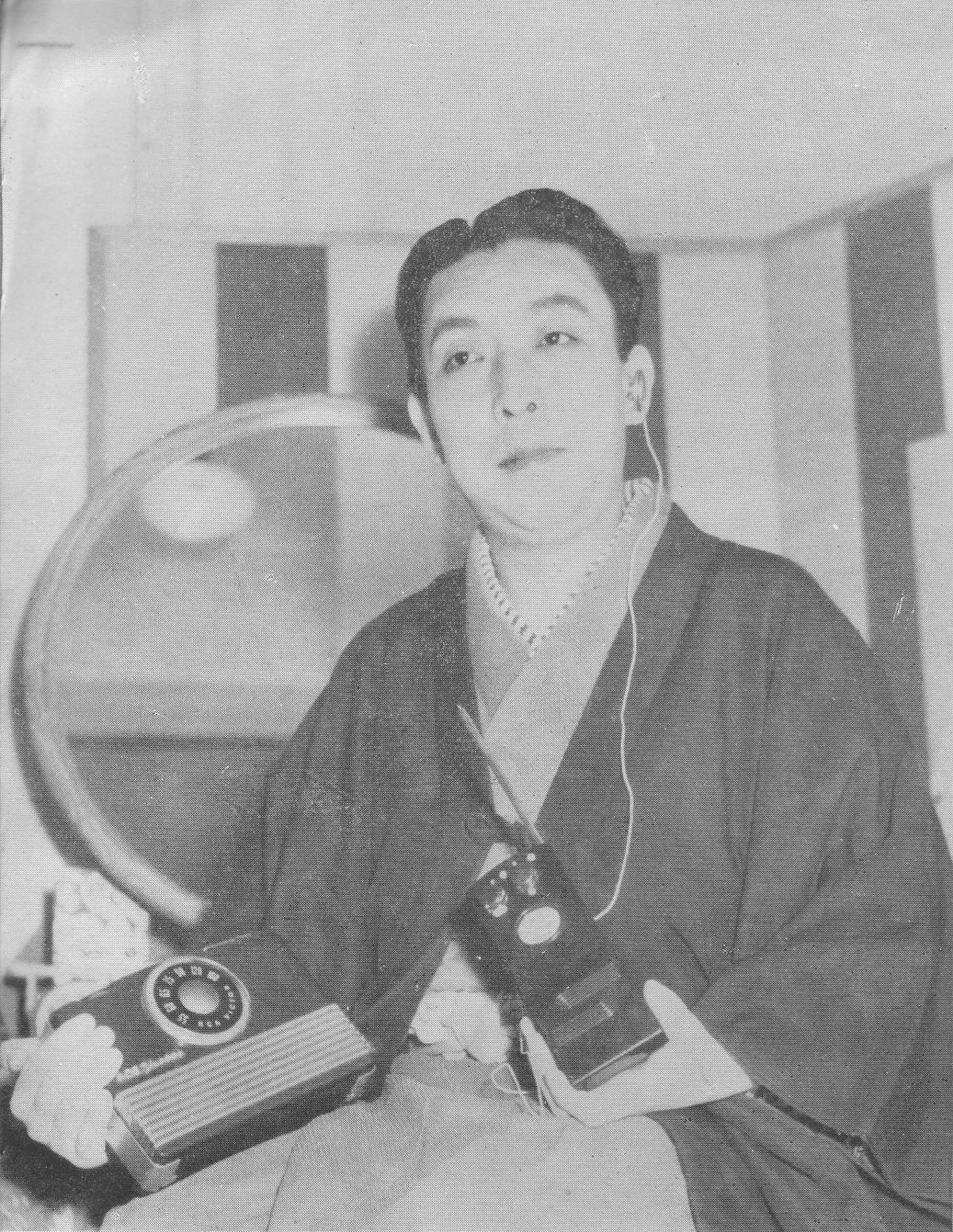
十七代目中村勘三郎／4月16日没

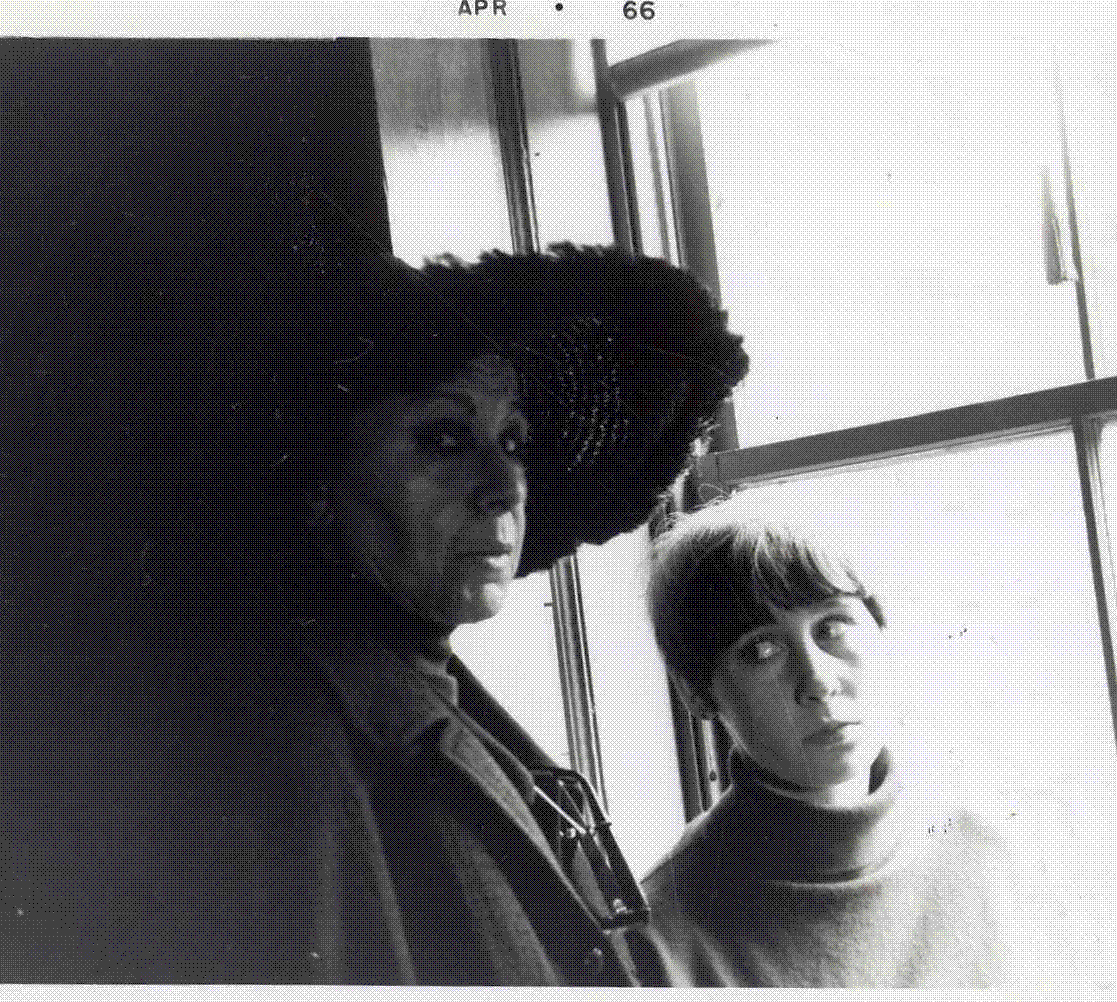
ルイーズ・ネヴェルソン（左）／4月17日没

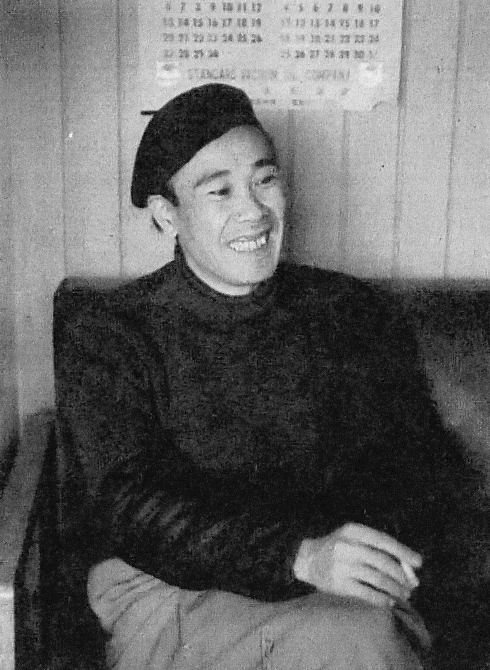
武内つなよし／4月17日没

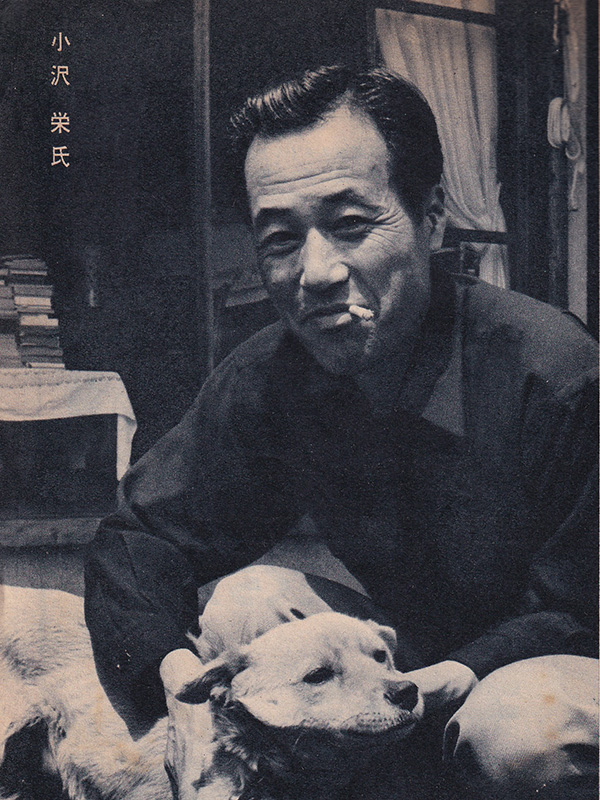
小沢栄太郎／4月23日没

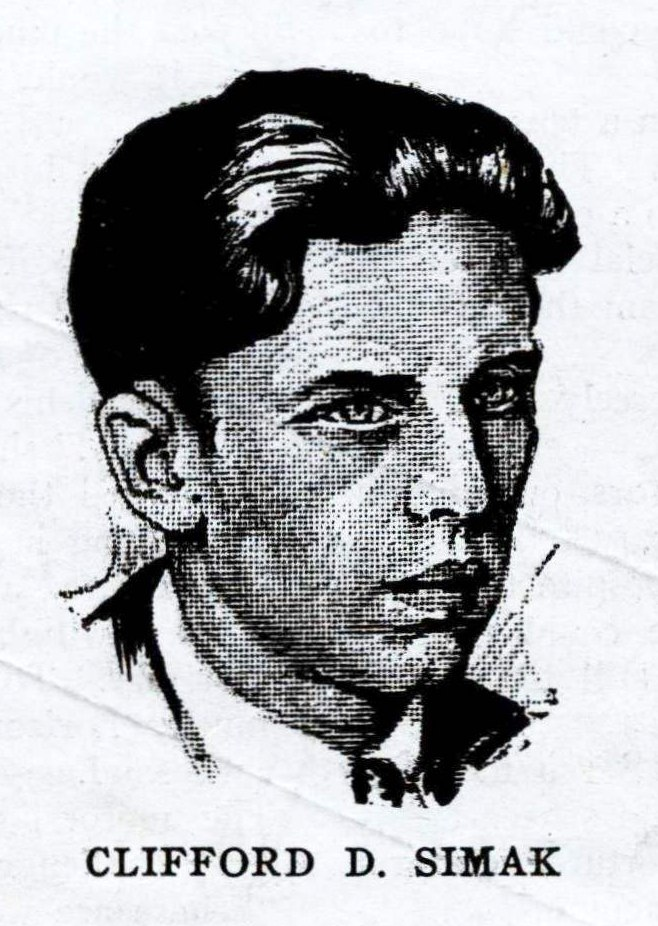
クリフォード・D・シマック／4月25日没

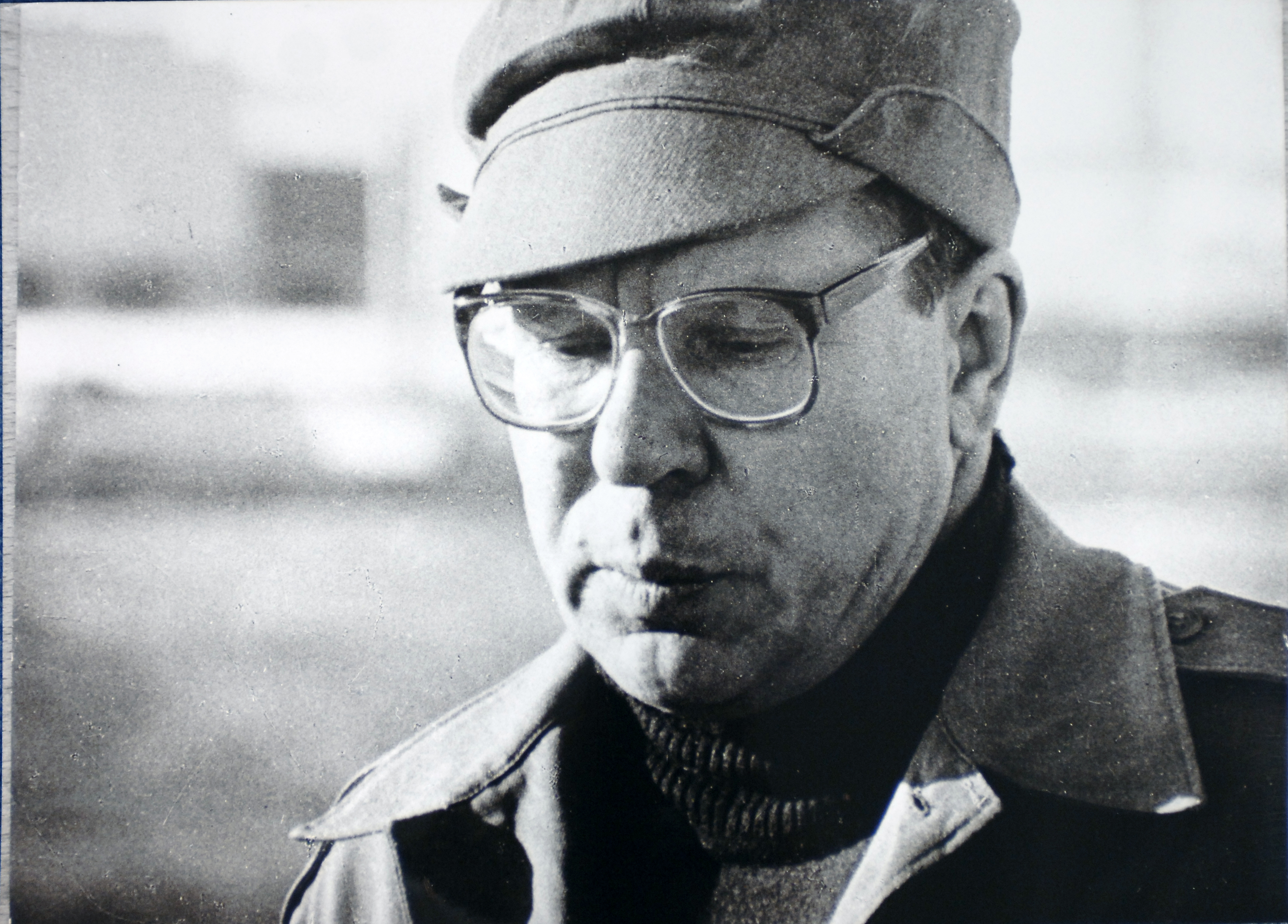
ヴァレリー・レガソフ／4月27日没

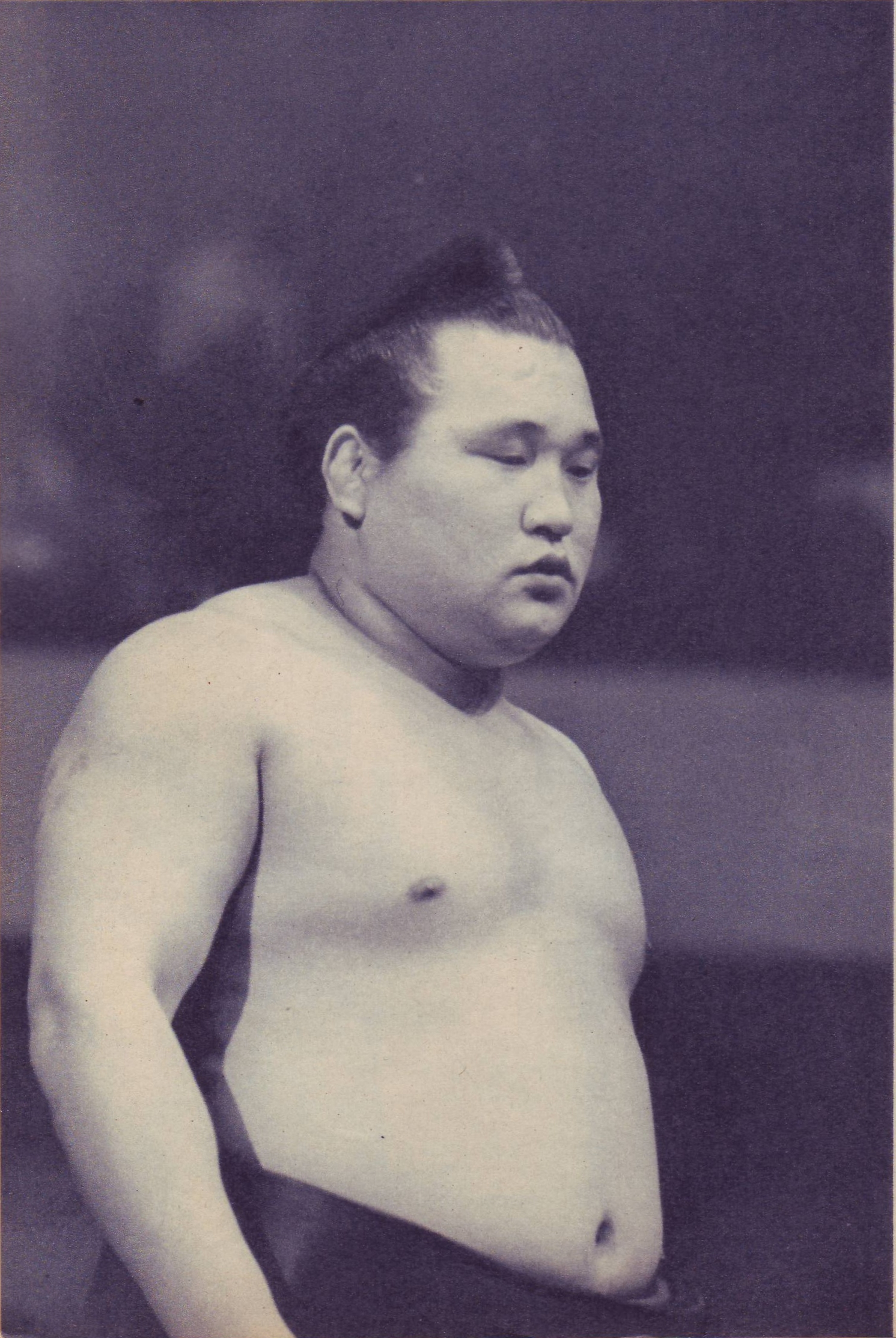
岩風角太郎／4月30日没

## （1日 - 15日）
- 4月1日 - 鶴田知也、小説家（* 1902年）
- 4月1日 - 成田理助、野球評論家（* 1909年）
- 4月3日 - 稲畑太郎、稲畑産業代表取締役社長（* 1898年）
- 4月3日 - 松田二郎、最高裁判所判事（* 1900年）
- 4月8日 - 竹中英太郎、挿絵画家（* 1906年）
- 4月9日 - 田宮虎彦、小説家（* 1911年）
- 4月10日 - 桑原武夫、フランス文学者（* 1904年）
- 4月10日 - 押田勇雄、上智大学名誉教授（* 1914年）
- 4月10日 - 杉浦重雄、競泳選手（* 1917年）
- 4月11日 - 今岡信一良、教育者・宗教家・翻訳家・正則学院名誉理事（* 1881年）
- 4月11日 - 木森敏之、作曲家（* 1947年）
- 4月12日 - アラン・ペイトン、作家（* 1903年）
- 4月12日 - 浜口ミホ、建築家（* 1915年）

## （16日 - 30日）
- 4月16日 - 三木澄子、児童文学作家（* 1908年）
- 4月16日 - 十七代目中村勘三郎[1]、歌舞伎役者（* 1909年）
- 4月16日 - 鹿内春雄、フジテレビ、産経新聞、ニッポン放送代表取締役会長・フジサンケイグループ2代目議長（* 1945年）
- 4月17日 - 稲村坦元、曹洞宗僧・郷土史家（* 1893年）
- 4月17日 - ルイーズ・ネヴェルソン、彫刻家（* 1900年）
- 4月17日 - 和沢昌治、俳優（* 1914年）
- 4月17日 - 武内つなよし、漫画家（* 1922年）
- 4月19日 - 岩本裕、仏教学者、古代インド文学者（* 1910年）
- 4月23日 - 川勝傳、経済人、南海電気鉄道会長（* 1901年）
- 4月23日 - 小沢栄太郎、俳優（* 1909年）
- 4月25日 - クリフォード・D・シマック、SF作家（* 1904年）
- 4月27日 - ヴァレリー・レガソフ、化学者（* 1936年）
- 4月30日 - 岩風角太郎、大相撲力士（* 1934年）